# Armin Weyrauch
Armin Weyrauch (* 22. Januar 1964) ist ein ehemaliger deutscher Ruderer. Seine größten Erfolge waren die Weltmeistertitel im Achter 1990 und im Vierer mit Steuermann 1991, wobei die dort erzielte Weltbestzeit bis heute gültig ist.
Weyrauch war 1986 erstmals Mitglied der bundesdeutschen Nationalmannschaft, im Doppelvierer belegte er bei den als Match des Seniors bezeichneten inoffiziellen U23-Weltmeisterschaften in Hamburg den vierten Platz. Bei den Weltmeisterschaften 1990 war Weyrauch Mitglied des Deutschland-Achters, der zum zweiten Mal in Folge Weltmeister wurde.
Bei den Weltmeisterschaften 1991, die in Wien stattfand, startete Weyrauch im Vierer mit Steuermann. Zusammen mit Armin Eichholz, Bahne Rabe, Matthias Ungemach und Steuermann Jörg Dederding gewann er den Endlauf in einer Zeit von 5:58,96 min, die bis heute nicht unterboten wurde. Damit ist es die älteste noch bestehende Weltbestzeit im Rudern (Stand: 2016).

## Internationale Erfolge
- 1986: 4. Platz U23-Weltmeisterschaften im Doppelvierer
- 1990: 1. Platz Weltmeisterschaften im Achter
- 1991: 1. Platz Weltmeisterschaften im Vierer mit Steuermann
- 1992: 4. Platz Olympische Spiele im Vierer ohne Steuermann